# Arthur Brown, Jr.
Pour les articles homonymes, voir Brown.
Arthur Brown, Jr., né le 21 mai 1874 à Oakland aux États-Unis et mort le 7 juillet 1957, est un architecte américain. Il a notamment travaillé à San Francisco.

## Biographie
Arthur Brown, Jr. est le fils de Arthur Brown, Sr., ingénieur à la Central Pacific et superintendant du bureau des ponts et bâtiments, et de Victoria Adelaide Runyon. En 1889, ses parents l'emmènent à l'exposition universelle de Paris. Il entre à l'école d'ingénierie civile en Californie en 1892 et en sort diplômé en 1896.
Il s'installe à Paris en 1896 et suit l'atelier préparatoire de Jules Godefroy et Eugène Freynet. Il est admis aux Beaux-Arts de Paris en 1897 et en sort diplômé en 1901. Il revient à San Francisco en 1904. Il travaille entre autres à l'entreprise de café Folgers et conçoit la Folger Estate à Woodside en 1905 pour James A. Folger II.
À la suite du tremblement de terre de 1906, de nombreuses opportunités s'ouvrent. Il gagne le concours pour la conception de l'hôtel de ville de Berkeley en 1906, l'hôtel de ville de San Francisco en 1912, l'hôtel de ville de Pasadena en 1923. De 1913 à 1941, il compte parmi les architectes qui développent le campus de l'université Stanford. Lors de l'exposition universelle de 1915, il conçoit le Palais de l'horticulture.
Il dessine la Coit Tower de san Francisco en 1932 et le San Francisco War Memorial Opera House, le bâtiment du ministère du travail et du commerce entre États à Washington DC en 1934, et fait partie de l'équipe de consultation de la construction du Bay Bridge. De 1938 à 1948, il supervise le développement architectural du campus de l'université de Berkeley.
La collection des documents d'Arthur Brown ( Arthur Brown, Jr. papers) est hébergée à la Bancroft Library de l'Université de Berkeley depuis 1981.

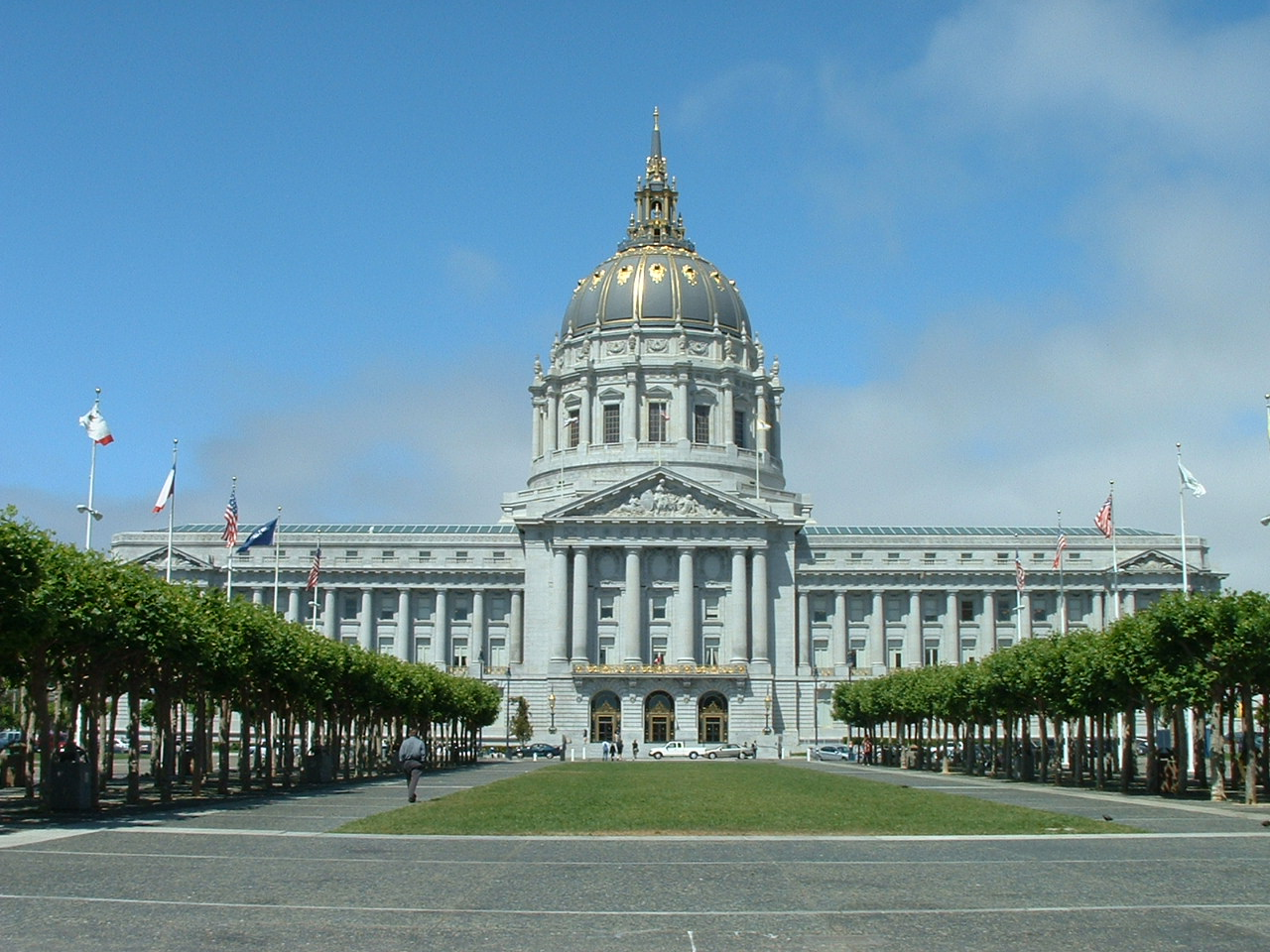
Hôtel de ville de San Francisco
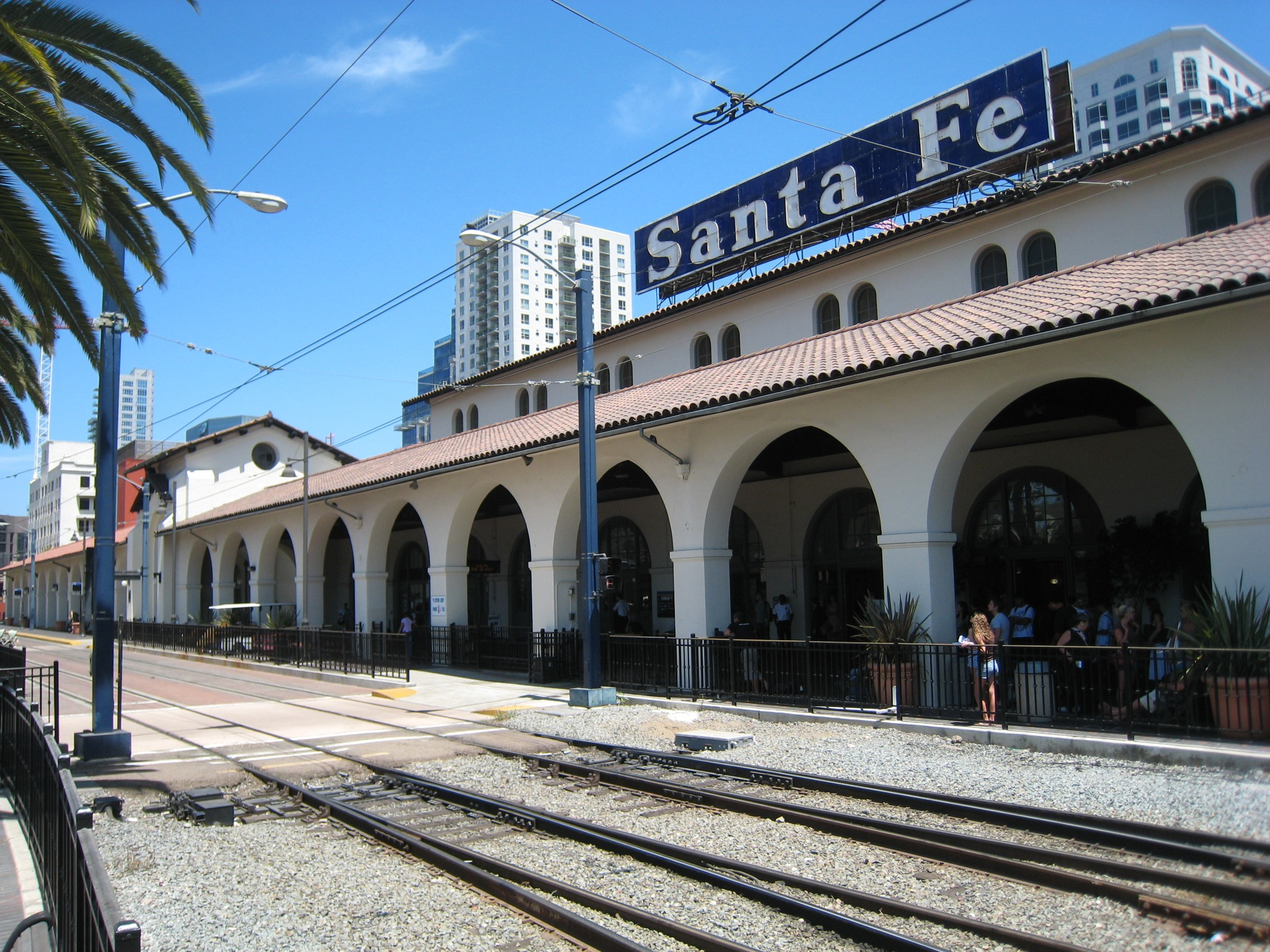
Gare de San Diego
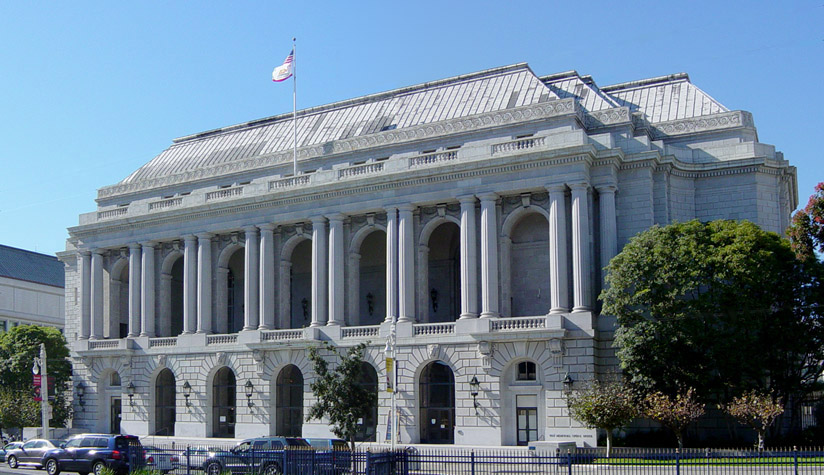
San Francisco War Memorial Opera House
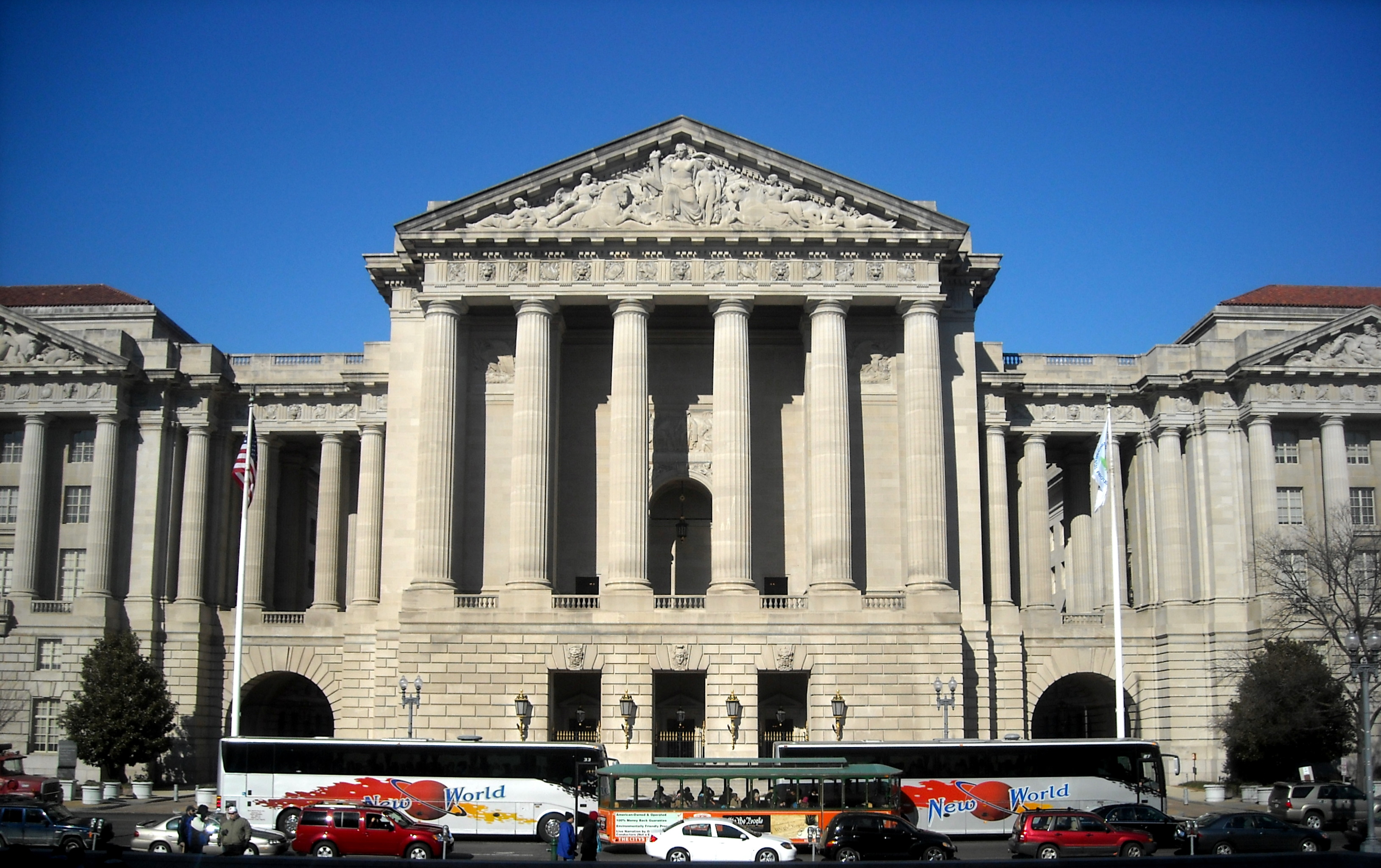
Andrew W. Mellon Auditorium

## Distinctions
- Chevalier de la Légion d'honneur[6]
- 1926 : Membre de l'Institut de France[6]
- 1930 : Fellow, American Institute of Architects (FAIA)[7]
- 1940 : Académicien de l'Académie américaine des arts et des lettres[7]

## Vie privée
Arthur Brown, Jr., se marie avec Jessamine Garrett en 1916. Ils ont deux filles : Sylvia et Victoria.